# Charaxes eudoxus
Charaxes eudoxus is een vlinder uit de familie van de Nymphalidae. De wetenschappelijke naam van de soort is voor het eerst geldig gepubliceerd in 1782 door Dru Drury.